# Лень (Кот-д’Ор)
Лень (фр. Laignes) — коммуна во Франции, находится в регионе Бургундия. Департамент коммуны — Кот-д’Ор. Входит в состав кантона Лень. Округ коммуны — Монбар.
Код INSEE коммуны — 21336.

## Население
Население коммуны на 2010 год составляло 777 человек.
| 1962 | 1968 | 1975 | 1982 | 1990 | 1999 | 2010 |
| ---- | ---- | ---- | ---- | ---- | ---- | ---- |
| 1032 | 1073 | 1004 | 1008 | 904  | 881  | 777  |

## Экономика
В 2010 году среди 428 человек трудоспособного возраста (15—64 лет) 282 были экономически активными, 146 — неактивными (показатель активности — 65,9 %, в 1999 году было 70,2 %). Из 282 активных жителей работали 253 человека (133 мужчины и 120 женщин), безработных было 29 (21 мужчина и 8 женщин). Среди 146 неактивных 39 человек были учениками или студентами, 65 — пенсионерами, 42 были неактивными по другим причинам.